# Sanatorni
Sanatorni (en rus: Санаторный) és un poble (un possiólok) de l'óblast de Sverdlovsk, a Rússia, segons el cens del 2010 tenia 384 habitants.